# Guillaume Seignac

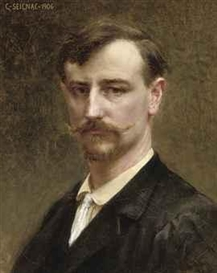
Selbstporträt

Guillaume Seignac (* 1870 in Rennes; † 1924 in Paris) war ein französischer Genre-, Porträt- und Historienmaler.
Guillaume Seignac studierte an der Académie Julian sowie an der Pariser École des Beaux-Arts bei Gabriel Ferrier, Tony Robert-Fleury und William Adolphe Bouguereau.
Seignac malte fast ausschließlich Frauenbildnisse und Frauenakte, oft mit mythologischen und antikisierenden Motiven. Er wurde von den Werken englischer Maler des Akademismus Lawrence Alma-Tadema und Albert Joseph Moore beeinflusst. 

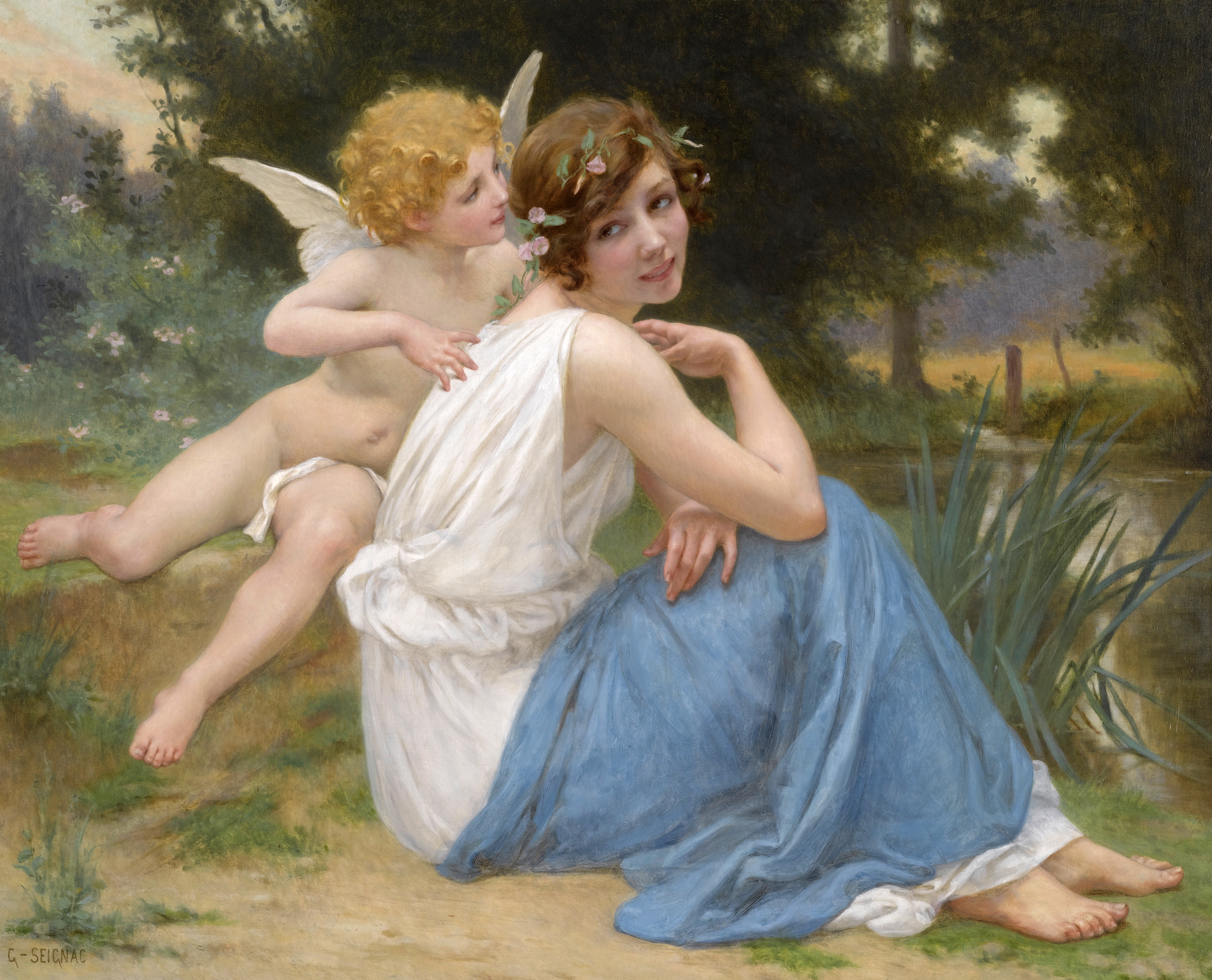
Amor und Psyche

Er stellte regelmäßig auf dem Salon des artistes français aus, wo er 1900 mit einer ehrenvollen Erwähnung und 1903 mit der Medaille dritter Klasse ausgezeichnet wurde.
Guillaume Seignac war Mitglied der École d'Écouen, einer Gruppe von Künstlern, die diese Ortschaft besuchten. 
Seit 1902 war er im Atelier auf 84 Boulevard du Montparnasse in Paris tätig.